# Melissodes nivea
Melissodes nivea är en biart som beskrevs av Robertson 1895. Melissodes nivea ingår i släktet Melissodes och familjen långtungebin. Inga underarter finns listade i Catalogue of Life.